# Борджа
Борджа (італ. Borgia, сиц. Borgia) — муніципалітет в Італії, у регіоні Калабрія,  провінція Катандзаро.
Борджа розміщена на відстані близько 490 км на південний схід від Риму, 12 км на південний захід від Катандзаро.
Населення — 7602 особи (2014).
Щорічний фестиваль відбувається 24 червня. Покровитель — Іван Хреститель (San Giovanni Battista).

## Демографія
Населення за роками:

Станом на 1 січня 2023 року в муніципалітеті офіційно проживали 184 іноземці з 25 країн, серед них 102 громадяни країн Євросоюзу та 12 громадян України.

## Сусідні муніципалітети
- Катандзаро
- Джирифалько
- Сан-Флоро
- Скуїллаче
- Караффа-ді-Катандзаро